# 14e étape du Tour d'Espagne 2023
Pour un article plus général, voir Tour d'Espagne 2023.
La 14e étape du Tour d'Espagne 2023 se déroule le samedi 9 septembre 2023 entre Sauveterre-de-Béarn en France (Pyrénées-Atlantiques) et Larra-Belagua en Navarre sur une distance de 156,5 km.

## Parcours
Partant de Sauveterre-de-Béarn dans le département français des Pyrénées-Atlantiques, la 14e étape rentre en Espagne après deux cols sur le territoire français, le col de la Hourcère (col hors catégorie, montée de 11,5 km, sommet après 65,2 km de course) puis le col d'Erroymendi prolongé par le col frontalier de Larrau (col de 1re catégorie) franchi après 109 km de course. Une nouvelle arrivée au sommet est jugée dans la station de Larra-Belagua en Navarre par un col de 1re catégorie, le Puerto de Belagua, une montée de 9,5 km avec une pente moyenne de 6,3 %.

## Déroulement de la course
Issus d'une échappée d'une vingtaine de coureurs, le Belge Remco Evenepoel (Soudal Quick-Step), victime d'une grosse défaillance la veille, et le Français Romain Bardet (DSM) font une bonne partie de la course en tête, Evenepoel récoltant le maximum des points pour le classement du meilleur grimpeur. À quatre kilomètres du sommet et de l'arrivée, Bardet doit toutefois laisser filer Evenepoel vers une seconde victoire sur cette Vuelta. Le groupe maillot rouge franchit la ligne d'arrivée avec un retard de plus de 8 minutes.
Le lendemain matin, avant le départ de l'étape suivante, Evenepoel, qui avait reçu la veille le prix de la combattivité, offre à Romain Bardet ce trophée à l'intérieur du bus de la DSM.

## Résultats

### Classement de l'étape
| \| Classement de l'étape \| Classement de l'étape \| Classement de l'étape \| Classement de l'étape \| Classement de l'étape \| \| Coureur \| Coureur \| Pays \| Équipe \| Temps \| \| --------------------- \| --------------------- \| --------------------- \| --------------------- \| --------------------- \| \| 1er \| Remco Evenepoel \| Belgique \| Soudal Quick-Step \| 4 h 13 min 38 s \| \| 2e \| Romain Bardet \| France \| Team DSM-Firmenich \| + 1 min 12 s \| \| 3e \| Lennert Van Eetvelt \| Belgique \| Lotto Dstny \| + 6 min 33 s \| \| 4e \| Jonathan Castroviejo \| Espagne \| Ineos Grenadiers \| + 6 min 35 s \| \| 5e \| Michael Storer \| Australie \| Groupama-FDJ \| + 7 min 24 s \| \| 6e \| David de la Cruz \| Espagne \| Astana Qazaqstan Team \| + 8 min 21 s \| \| 7e \| Aleksandr Vlasov \| Bannière neutre \| Bora-Hansgrohe \| + 8 min 22 s \| \| 8e \| Sepp Kuss \| États-Unis \| Jumbo-Visma \| + 8 min 22 s \| \| 9e \| Wout Poels \| Pays-Bas \| Bahrain Victorious \| + 8 min 22 s \| \| 10e \| Juan Ayuso \| Espagne \| UAE Team Emirates \| + 8 min 22 s \| |                      |                 |                       |                 |
| |                      |                 |                       |                 |
| Source : ProCyclingStats |                      |                 |                       |                 |
| Classement de l'étape |                      |                 |                       |                 |
| Coureur | Coureur              | Pays            | Équipe                | Temps           |
| 1er | Remco Evenepoel      | Belgique        | Soudal Quick-Step     | 4 h 13 min 38 s |
| 2e | Romain Bardet        | France          | Team DSM-Firmenich    | + 1 min 12 s    |
| 3e | Lennert Van Eetvelt  | Belgique        | Lotto Dstny           | + 6 min 33 s    |
| 4e | Jonathan Castroviejo | Espagne         | Ineos Grenadiers      | + 6 min 35 s    |
| 5e | Michael Storer       | Australie       | Groupama-FDJ          | + 7 min 24 s    |
| 6e | David de la Cruz     | Espagne         | Astana Qazaqstan Team | + 8 min 21 s    |
| 7e | Aleksandr Vlasov     | Bannière neutre | Bora-Hansgrohe        | + 8 min 22 s    |
| 8e | Sepp Kuss            | États-Unis      | Jumbo-Visma           | + 8 min 22 s    |
| 9e | Wout Poels           | Pays-Bas        | Bahrain Victorious    | + 8 min 22 s    |
| 10e | Juan Ayuso           | Espagne         | UAE Team Emirates     | + 8 min 22 s    |

### Points attribués pour le classement par points
| Sprint intermédiaire Uztárroz (km 130,5) | Sprint intermédiaire Uztárroz (km 130,5) | Sprint intermédiaire Uztárroz (km 130,5) | Sprint intermédiaire Uztárroz (km 130,5) | Sprint intermédiaire Uztárroz (km 130,5) |
| ---------------------------------------- | ---------------------------------------- | ---------------------------------------- | ---------------------------------------- | ---------------------------------------- |
|                                          | Coureur                                  | Pays                                     | Équipe                                   | Point(s)                                 |
| 1er                                      | Romain Bardet                            | France                                   | DSM-Firmenich                            | 20                                       |
| 2e                                       | Remco Evenepoel                          | Belgique                                 | Soudal Quick-Step                        | 17                                       |
| 3e                                       | Michael Storer                           | Australie                                | Groupama-FDJ                             | 15                                       |
| 4e                                       | Lennert Van Eetvelt                      | Belgique                                 | Lotto Dstny                              | 13                                       |
| 5e                                       | Jonathan Castroviejo                     | Espagne                                  | Ineos Grenadiers                         | 10                                       |
| modifier                                 |                                          |                                          |                                          |                                          |

| Arrivée d'étape Larra-Belagua (km 156,2) | Arrivée d'étape Larra-Belagua (km 156,2) | Arrivée d'étape Larra-Belagua (km 156,2) | Arrivée d'étape Larra-Belagua (km 156,2) | Arrivée d'étape Larra-Belagua (km 156,2) |
| ---------------------------------------- | ---------------------------------------- | ---------------------------------------- | ---------------------------------------- | ---------------------------------------- |
|                                          | Coureur                                  | Pays                                     | Équipe                                   | Point(s)                                 |
| 1er                                      | Remco Evenepoel                          | Belgique                                 | Soudal Quick-Step                        | 20                                       |
| 2e                                       | Romain Bardet                            | France                                   | DSM-Firmenich                            | 17                                       |
| 3e                                       | Lennert Van Eetvelt                      | Belgique                                 | Lotto Dstny                              | 15                                       |
| 4e                                       | Jonathan Castroviejo                     | Espagne                                  | Ineos Grenadiers                         | 13                                       |
| 5e                                       | Michael Storer                           | Australie                                | Groupama-FDJ                             | 11                                       |
| 6e                                       | David de la Cruz                         | Espagne                                  | Astana Qazaqstan                         | 10                                       |
| 7e                                       | Aleksandr Vlasov                         |                                          | Bora-Hansgrohe                           | 9                                        |
| 8e                                       | Sepp Kuss                                | États-Unis                               | Jumbo-Visma                              | 8                                        |
| 9e                                       | Wout Poels                               | Pays-Bas                                 | Bahrain Victorious                       | 7                                        |
| 10e                                      | Juan Ayuso                               | Espagne                                  | UAE Emirates                             | 6                                        |
| 11e                                      | Mikel Landa                              | Espagne                                  | Bahrain Victorious                       | 5                                        |
| 12e                                      | Jonas Vingegaard                         | Danemark                                 | Jumbo-Visma                              | 4                                        |
| 13e                                      | Enric Mas                                | Espagne                                  | Movistar                                 | 3                                        |
| 14e                                      | Cian Uijtdebroeks                        | Belgique                                 | Bora-Hansgrohe                           | 2                                        |
| 15e                                      | Primož Roglič                            | Slovénie                                 | Jumbo-Visma                              | 1                                        |
| modifier                                 |                                          |                                          |                                          |                                          |

### Points attribués pour le classement du meilleur grimpeur
| Col de la Hourcère (km 65,2) Hors catégorie (11,1 km à 8,7%) | Col de la Hourcère (km 65,2) Hors catégorie (11,1 km à 8,7%) | Col de la Hourcère (km 65,2) Hors catégorie (11,1 km à 8,7%) | Col de la Hourcère (km 65,2) Hors catégorie (11,1 km à 8,7%) | Col de la Hourcère (km 65,2) Hors catégorie (11,1 km à 8,7%) |
| ------------------------------------------------------------ | ------------------------------------------------------------ | ------------------------------------------------------------ | ------------------------------------------------------------ | ------------------------------------------------------------ |
|                                                              | Coureur                                                      | Pays                                                         | Équipe                                                       | Point(s)                                                     |
| 1er                                                          | Remco Evenepoel                                              | Belgique                                                     | Soudal Quick-Step                                            | 15                                                           |
| 2e                                                           | Romain Bardet                                                | France                                                       | DSM-Firmenich                                                | 10                                                           |
| 3e                                                           | Michael Storer                                               | Australie                                                    | Groupama-FDJ                                                 | 6                                                            |
| 4e                                                           | Juan Pedro López                                             | Espagne                                                      | Lidl-Trek                                                    | 4                                                            |
| 5e                                                           | Jonathan Castroviejo                                         | Espagne                                                      | Ineos Grenadiers                                             | 2                                                            |
| 6e                                                           | Damiano Caruso                                               | Italie                                                       | Bahrain Victorious                                           | 1                                                            |
| modifier                                                     |                                                              |                                                              |                                                              |                                                              |

| Port de Larrau (km 109) Hors catégorie (14,9 km à 8%) | Port de Larrau (km 109) Hors catégorie (14,9 km à 8%) | Port de Larrau (km 109) Hors catégorie (14,9 km à 8%) | Port de Larrau (km 109) Hors catégorie (14,9 km à 8%) | Port de Larrau (km 109) Hors catégorie (14,9 km à 8%) |
| ----------------------------------------------------- | ----------------------------------------------------- | ----------------------------------------------------- | ----------------------------------------------------- | ----------------------------------------------------- |
|                                                       | Coureur                                               | Pays                                                  | Équipe                                                | Point(s)                                              |
| 1er                                                   | Remco Evenepoel                                       | Belgique                                              | Soudal Quick-Step                                     | 15                                                    |
| 2e                                                    | Romain Bardet                                         | France                                                | DSM-Firmenich                                         | 10                                                    |
| 3e                                                    | Michael Storer                                        | Australie                                             | Groupama-FDJ                                          | 6                                                     |
| 4e                                                    | Jonathan Castroviejo                                  | Espagne                                               | Ineos Grenadiers                                      | 4                                                     |
| 5e                                                    | Lennert Van Eetvelt                                   | Belgique                                              | Lotto Dstny                                           | 2                                                     |
| 6e                                                    | Juan Pedro López                                      | Espagne                                               | Lidl-Trek                                             | 1                                                     |
| modifier                                              |                                                       |                                                       |                                                       |                                                       |

| Puerto de Laza (km 123,1) 3e catégorie (3,4 km à 6,3%) | Puerto de Laza (km 123,1) 3e catégorie (3,4 km à 6,3%) | Puerto de Laza (km 123,1) 3e catégorie (3,4 km à 6,3%) | Puerto de Laza (km 123,1) 3e catégorie (3,4 km à 6,3%) | Puerto de Laza (km 123,1) 3e catégorie (3,4 km à 6,3%) |
| ------------------------------------------------------ | ------------------------------------------------------ | ------------------------------------------------------ | ------------------------------------------------------ | ------------------------------------------------------ |
|                                                        | Coureur                                                | Pays                                                   | Équipe                                                 | Point(s)                                               |
| 1er                                                    | Remco Evenepoel                                        | Belgique                                               | Soudal Quick-Step                                      | 3                                                      |
| 2e                                                     | Romain Bardet                                          | France                                                 | DSM-Firmenich                                          | 2                                                      |
| 3e                                                     | Michael Storer                                         | Australie                                              | Groupama-FDJ                                           | 1                                                      |
| modifier                                               |                                                        |                                                        |                                                        |                                                        |

| Puerto de Belagua (km 156,2) 1re catégorie (9,5 km à 6,3%) | Puerto de Belagua (km 156,2) 1re catégorie (9,5 km à 6,3%) | Puerto de Belagua (km 156,2) 1re catégorie (9,5 km à 6,3%) | Puerto de Belagua (km 156,2) 1re catégorie (9,5 km à 6,3%) | Puerto de Belagua (km 156,2) 1re catégorie (9,5 km à 6,3%) |
| ---------------------------------------------------------- | ---------------------------------------------------------- | ---------------------------------------------------------- | ---------------------------------------------------------- | ---------------------------------------------------------- |
|                                                            | Coureur                                                    | Pays                                                       | Équipe                                                     | Point(s)                                                   |
| 1er                                                        | Remco Evenepoel                                            | Belgique                                                   | Soudal Quick-Step                                          | 10                                                         |
| 2e                                                         | Romain Bardet                                              | France                                                     | DSM-Firmenich                                              | 6                                                          |
| 3e                                                         | Lennert Van Eetvelt                                        | Belgique                                                   | Lotto Dstny                                                | 4                                                          |
| 4e                                                         | Jonathan Castroviejo                                       | Espagne                                                    | Ineos Grenadiers                                           | 2                                                          |
| 5e                                                         | Michael Storer                                             | Australie                                                  | Groupama-FDJ                                               | 1                                                          |
| modifier                                                   |                                                            |                                                            |                                                            |                                                            |

### Bonifications
|   | Coureur         | Pays      | Équipe            | Secondes |
| - | --------------- | --------- | ----------------- | -------- |
| 1 | Remco Evenepoel | Belgique  | Soudal Quick-Step | 6 s      |
| 2 | Romain Bardet   | France    | DSM-Firmenich     | 4 s      |
| 3 | Michael Storer  | Australie | Groupama-FDJ      | 2 s      |

|   | Coureur             | Pays     | Équipe            | Secondes |
| - | ------------------- | -------- | ----------------- | -------- |
| 1 | Remco Evenepoel     | Belgique | Soudal Quick-Step | 10 s     |
| 2 | Romain Bardet       | France   | DSM-Firmenich     | 6 s      |
| 3 | Lennert Van Eetvelt | Belgique | Lotto Dstny       | 4 s      |

### Prix de la combativité
- Remco Evenepoel (Soudal Quick-Step)

## Classements à l'issue de l'étape

### Classement général
| \| Classement général \| Classement général \| Classement général \| Classement général \| Classement général \| \| Coureur \| Coureur \| Pays \| Équipe \| Temps \| \| ------------------ \| ------------------ \| ------------------ \| ------------------ \| ------------------ \| \| 1er \| Sepp Kuss \| États-Unis \| Jumbo-Visma \| 51 h 04 min 54 s \| \| 2e \| Primož Roglič \| Slovénie \| Jumbo-Visma \| + 1 min 37 s \| \| 3e \| Jonas Vingegaard \| Danemark \| Jumbo-Visma \| + 1 min 44 s \| \| 4e \| Juan Ayuso \| Espagne \| UAE Team Emirates \| + 2 min 37 s \| \| 5e \| Enric Mas \| Espagne \| Movistar Team \| + 3 min 06 s \| \| 6e \| Marc Soler \| Espagne \| UAE Team Emirates \| + 3 min 10 s \| \| 7e \| Mikel Landa \| Espagne \| Bahrain Victorious \| + 4 min 12 s \| \| 8e \| Aleksandr Vlasov \| Bannière neutre \| Bora-Hansgrohe \| + 5 min 02 s \| \| 9e \| Cian Uijtdebroeks \| Belgique \| Bora-Hansgrohe \| + 5 min 30 s \| \| 10e \| João Almeida \| Portugal \| UAE Team Emirates \| + 8 min 39 s \| |                   |                 |                    |                  |
| |                   |                 |                    |                  |
| Source : ProCyclingStats |                   |                 |                    |                  |
| Classement général |                   |                 |                    |                  |
| Coureur | Coureur           | Pays            | Équipe             | Temps            |
| 1er | Sepp Kuss         | États-Unis      | Jumbo-Visma        | 51 h 04 min 54 s |
| 2e | Primož Roglič     | Slovénie        | Jumbo-Visma        | + 1 min 37 s     |
| 3e | Jonas Vingegaard  | Danemark        | Jumbo-Visma        | + 1 min 44 s     |
| 4e | Juan Ayuso        | Espagne         | UAE Team Emirates  | + 2 min 37 s     |
| 5e | Enric Mas         | Espagne         | Movistar Team      | + 3 min 06 s     |
| 6e | Marc Soler        | Espagne         | UAE Team Emirates  | + 3 min 10 s     |
| 7e | Mikel Landa       | Espagne         | Bahrain Victorious | + 4 min 12 s     |
| 8e | Aleksandr Vlasov  | Bannière neutre | Bora-Hansgrohe     | + 5 min 02 s     |
| 9e | Cian Uijtdebroeks | Belgique        | Bora-Hansgrohe     | + 5 min 30 s     |
| 10e | João Almeida      | Portugal        | UAE Team Emirates  | + 8 min 39 s     |

| Classement par points | Classement par points | Classement par points | Classement par points | Classement par points |
| Coureur               | Coureur               | Pays                  | Équipe                | Points                |
| --------------------- | --------------------- | --------------------- | --------------------- | --------------------- |
| 1er                   | Kaden Groves          | Australie             | Alpecin-Deceuninck    | 203 pts               |
| 2e                    | Remco Evenepoel       | Belgique              | Soudal Quick-Step     | 116 pts               |
| 3e                    | Marijn van den Berg   | Pays-Bas              | EF Education-EasyPost | 85 pts                |
| 4e                    | Sepp Kuss             | États-Unis            | Jumbo-Visma           | 84 pts                |
| 5e                    | Primož Roglič         | Slovénie              | Jumbo-Visma           | 81 pts                |
| 6e                    | Marc Soler            | Espagne               | UAE Team Emirates     | 79 pts                |
| 7e                    | Sebastián Molano      | Colombie              | UAE Team Emirates     | 78 pts                |
| 8e                    | Andreas Kron          | Danemark              | Lotto Dstny           | 77 pts                |
| 9e                    | Jonas Vingegaard      | Danemark              | Jumbo-Visma           | 73 pts                |
| 10e                   | Juan Ayuso            | Espagne               | UAE Team Emirates     | 73 pts                |

| Classement par points | Classement par points | Classement par points | Classement par points | Classement par points |
| Coureur               | Coureur               | Pays                  | Équipe                | Points                |
| --------------------- | --------------------- | --------------------- | --------------------- | --------------------- |
| 1er                   | Kaden Groves          | Australie             | Alpecin-Deceuninck    | 203 pts               |
| 2e                    | Remco Evenepoel       | Belgique              | Soudal Quick-Step     | 116 pts               |
| 3e                    | Marijn van den Berg   | Pays-Bas              | EF Education-EasyPost | 85 pts                |
| 4e                    | Sepp Kuss             | États-Unis            | Jumbo-Visma           | 84 pts                |
| 5e                    | Primož Roglič         | Slovénie              | Jumbo-Visma           | 81 pts                |
| 6e                    | Marc Soler            | Espagne               | UAE Team Emirates     | 79 pts                |
| 7e                    | Sebastián Molano      | Colombie              | UAE Team Emirates     | 78 pts                |
| 8e                    | Andreas Kron          | Danemark              | Lotto Dstny           | 77 pts                |
| 9e                    | Jonas Vingegaard      | Danemark              | Jumbo-Visma           | 73 pts                |
| 10e                   | Juan Ayuso            | Espagne               | UAE Team Emirates     | 73 pts                |

| Classement de la montagne | Classement de la montagne | Classement de la montagne | Classement de la montagne | Classement de la montagne |
| Coureur                   | Coureur                   | Pays                      | Équipe                    | Points                    |
| ------------------------- | ------------------------- | ------------------------- | ------------------------- | ------------------------- |
| 1er                       | Remco Evenepoel           | Belgique                  | Soudal Quick-Step         | 63 pts                    |
| 2e                        | Michael Storer            | Australie                 | Groupama-FDJ              | 39 pts                    |
| 3e                        | Jonas Vingegaard          | Danemark                  | Jumbo-Visma               | 36 pts                    |
| 4e                        | Romain Bardet             | France                    | Team DSM-Firmenich        | 35 pts                    |
| 5e                        | Sepp Kuss                 | États-Unis                | Jumbo-Visma               | 27 pts                    |
| 6e                        | Jesús Herrada             | Espagne                   | Cofidis                   | 22 pts                    |
| 7e                        | Eduardo Sepúlveda         | Argentine                 | Lotto Dstny               | 21 pts                    |
| 8e                        | Andreas Kron              | Danemark                  | Lotto Dstny               | 20 pts                    |
| 9e                        | Primož Roglič             | Slovénie                  | Jumbo-Visma               | 18 pts                    |
| 10e                       | Juan Ayuso                | Espagne                   | UAE Team Emirates         | 15 pts                    |

| Classement de la montagne | Classement de la montagne | Classement de la montagne | Classement de la montagne | Classement de la montagne |
| Coureur                   | Coureur                   | Pays                      | Équipe                    | Points                    |
| ------------------------- | ------------------------- | ------------------------- | ------------------------- | ------------------------- |
| 1er                       | Remco Evenepoel           | Belgique                  | Soudal Quick-Step         | 63 pts                    |
| 2e                        | Michael Storer            | Australie                 | Groupama-FDJ              | 39 pts                    |
| 3e                        | Jonas Vingegaard          | Danemark                  | Jumbo-Visma               | 36 pts                    |
| 4e                        | Romain Bardet             | France                    | Team DSM-Firmenich        | 35 pts                    |
| 5e                        | Sepp Kuss                 | États-Unis                | Jumbo-Visma               | 27 pts                    |
| 6e                        | Jesús Herrada             | Espagne                   | Cofidis                   | 22 pts                    |
| 7e                        | Eduardo Sepúlveda         | Argentine                 | Lotto Dstny               | 21 pts                    |
| 8e                        | Andreas Kron              | Danemark                  | Lotto Dstny               | 20 pts                    |
| 9e                        | Primož Roglič             | Slovénie                  | Jumbo-Visma               | 18 pts                    |
| 10e                       | Juan Ayuso                | Espagne                   | UAE Team Emirates         | 15 pts                    |

| Classement du meilleur jeune | Classement du meilleur jeune | Classement du meilleur jeune | Classement du meilleur jeune | Classement du meilleur jeune |
| Coureur                      | Coureur                      | Pays                         | Équipe                       | Temps                        |
| ---------------------------- | ---------------------------- | ---------------------------- | ---------------------------- | ---------------------------- |
| 1er                          | Juan Ayuso                   | Espagne                      | UAE Team Emirates            | 51 h 07 min 31 s             |
| 2e                           | Cian Uijtdebroeks            | Belgique                     | Bora-Hansgrohe               | + 2 min 53 s                 |
| 3e                           | João Almeida                 | Portugal                     | UAE Team Emirates            | + 6 min 02 s                 |
| 4e                           | Santiago Buitrago            | Colombie                     | Bahrain Victorious           | + 10 min 38 s                |
| 5e                           | Remco Evenepoel              | Belgique                     | Soudal Quick-Step            | + 16 min 35 s                |
| 6e                           | Lenny Martinez               | France                       | Groupama-FDJ                 | + 29 min 19 s                |
| 7e                           | Einer Rubio                  | Colombie                     | Movistar Team                | + 31 min 46 s                |
| 8e                           | Attila Valter                | Hongrie                      | Jumbo-Visma                  | + 32 min 32 s                |
| 9e                           | Antonio Tiberi               | Italie                       | Bahrain Victorious           | + 49 min 42 s                |
| 10e                          | Lennert Van Eetvelt          | Belgique                     | Lotto Dstny                  | + 1 h 19 min 28 s            |

| Classement du meilleur jeune | Classement du meilleur jeune | Classement du meilleur jeune | Classement du meilleur jeune | Classement du meilleur jeune |
| Coureur                      | Coureur                      | Pays                         | Équipe                       | Temps                        |
| ---------------------------- | ---------------------------- | ---------------------------- | ---------------------------- | ---------------------------- |
| 1er                          | Juan Ayuso                   | Espagne                      | UAE Team Emirates            | 51 h 07 min 31 s             |
| 2e                           | Cian Uijtdebroeks            | Belgique                     | Bora-Hansgrohe               | + 2 min 53 s                 |
| 3e                           | João Almeida                 | Portugal                     | UAE Team Emirates            | + 6 min 02 s                 |
| 4e                           | Santiago Buitrago            | Colombie                     | Bahrain Victorious           | + 10 min 38 s                |
| 5e                           | Remco Evenepoel              | Belgique                     | Soudal Quick-Step            | + 16 min 35 s                |
| 6e                           | Lenny Martinez               | France                       | Groupama-FDJ                 | + 29 min 19 s                |
| 7e                           | Einer Rubio                  | Colombie                     | Movistar Team                | + 31 min 46 s                |
| 8e                           | Attila Valter                | Hongrie                      | Jumbo-Visma                  | + 32 min 32 s                |
| 9e                           | Antonio Tiberi               | Italie                       | Bahrain Victorious           | + 49 min 42 s                |
| 10e                          | Lennert Van Eetvelt          | Belgique                     | Lotto Dstny                  | + 1 h 19 min 28 s            |

| Classement par équipes | Classement par équipes | Classement par équipes | Classement par équipes |
| Équipe                 | Équipe                 | Pays                   | Temps                  |
| ---------------------- | ---------------------- | ---------------------- | ---------------------- |
| 1re                    | Jumbo-Visma            | Pays-Bas               | 152 h 42 min 43 s      |
| 2e                     | UAE Team Emirates      | Émirats arabes unis    | + 10 min 27 s          |
| 3e                     | Bora-Hansgrohe         | Allemagne              | + 20 min 20 s          |
| 4e                     | Bahrain Victorious     | Bahreïn                | + 37 min 43 s          |
| 5e                     | Movistar Team          | Espagne                | + 1 h 32 min 14 s      |
| 6e                     | Groupama-FDJ           | France                 | + 2 h 08 min 07 s      |
| 7e                     | Soudal Quick-Step      | Belgique               | + 2 h 16 min 08 s      |
| 8e                     | TotalEnergies          | France                 | + 2 h 22 min 06 s      |
| 9e                     | Astana Qazaqstan Team  | Kazakhstan             | + 2 h 31 min 11 s      |
| 10e                    | Ineos Grenadiers       | Royaume-Uni            | + 2 h 36 min 49 s      |

| Classement par équipes | Classement par équipes | Classement par équipes | Classement par équipes |
| Équipe                 | Équipe                 | Pays                   | Temps                  |
| ---------------------- | ---------------------- | ---------------------- | ---------------------- |
| 1re                    | Jumbo-Visma            | Pays-Bas               | 152 h 42 min 43 s      |
| 2e                     | UAE Team Emirates      | Émirats arabes unis    | + 10 min 27 s          |
| 3e                     | Bora-Hansgrohe         | Allemagne              | + 20 min 20 s          |
| 4e                     | Bahrain Victorious     | Bahreïn                | + 37 min 43 s          |
| 5e                     | Movistar Team          | Espagne                | + 1 h 32 min 14 s      |
| 6e                     | Groupama-FDJ           | France                 | + 2 h 08 min 07 s      |
| 7e                     | Soudal Quick-Step      | Belgique               | + 2 h 16 min 08 s      |
| 8e                     | TotalEnergies          | France                 | + 2 h 22 min 06 s      |
| 9e                     | Astana Qazaqstan Team  | Kazakhstan             | + 2 h 31 min 11 s      |
| 10e                    | Ineos Grenadiers       | Royaume-Uni            | + 2 h 36 min 49 s      |

### Sanctions au classement UCI
| \| Coureur \| Pays \| Équipe \| Points \| \| ----------------------- \| --------- \| ------------ \| ----------- \| \| Michael Storer \| Australie \| Groupama-FDJ \| - 25 points \| \| Enric Mas \| Espagne \| Movistar \| - 25 points \| \| Rubén Fernández Andújar \| Espagne \| Cofidis \| - 25 points \| |           |              |             |
| Coureur | Pays      | Équipe       | Points      |
| Michael Storer | Australie | Groupama-FDJ | - 25 points |
| Enric Mas | Espagne   | Movistar     | - 25 points |
| Rubén Fernández Andújar | Espagne   | Cofidis      | - 25 points |

## Abandons
- Rein Taaramäe (Intermarché-Circus-Wanty) : abandon